# Cantó de Villiers-Saint-Georges
El cantó de Villiers-Saint-Georges és un antic cantó francès del departament del Sena i Marne, que estava situat al districte de Provins. Comptava amb 19 municipis i el cap era Villiers-Saint-Georges.
Al 2015 va desaparèixer i el seu territori va passar a formar part del cantó de Provins.

## Municipis
- Augers-en-Brie
- Beauchery-Saint-Martin
- Beton-Bazoches
- Cerneux
- Chalautre-la-Grande
- Champcenest
- Courchamp
- Courtacon
- Léchelle
- Louan-Villegruis-Fontaine
- Les Marêts
- Melz-sur-Seine
- Montceaux-lès-Provins
- Rupéreux
- Saint-Martin-du-Boschet
- Sancy-lès-Provins
- Sourdun
- Villiers-Saint-Georges
- Voulton

## Història
| Data d'elecció                           | Identitat          | Partit           | Qualitat |
| ---------------------------------------- | ------------------ | ---------------- | -------- |
| 1945-1955                                | Camille Pironneau  | radical          |          |
| 1955-1967                                | M. Trébuchet       | Divers gauche    |          |
| 1967-1979                                | M. Maître          | Divers droite    |          |
| 1979-1998                                | Maurice Barthélemy | Divers droite    |          |
| 1998-                                    | Nicolas Fénart     | RPR, després UMP |          |
| les dades anteriors no són pas conegudes |                    |                  |          |
|                                          |                    |                  |          |